# Pro Ötztaler 5500
La Pro Ötztaler 5500 est une course cycliste sur route masculine autrichienne. L'arrivée et le départ de la course sont situés à Sölden, dans le Tyrol. Le parcours présente un dénivelé positif de 5 500 mètres, ce qui en fait l'une des courses d'un jour les plus dures au monde. La Pro Ötztaler 5500 est organisée dans le cadre du Ötztaler Radmarathon (de).
Fin 2017, les organisateurs annoncent la fin de la course en raison d'un manque de couverture télévisée et d'un conflit dans le calendrier UCI.

## Palmarès
| Année | Vainqueur       | Deuxième     | Troisième      |
| ----- | --------------- | ------------ | -------------- |
| 2017  | Roman Kreuziger | Simon Špilak | Giulio Ciccone |